# Campeonato Brasileño de Fútbol 2003
El Campeonato Brasileño de Fútbol 2003 fue la 48.ª edición del Campeonato Brasileño de Serie A. El mismo comenzó el 29 de marzo de 2003 y finalizó el 14 de diciembre del corriente año.
El campeón fue el Cruzeiro de Belo Horizonte, que ganó su segundo título en su historia.

## Formato
Los 24 equipos jugaron entre sí dos veces. El equipo que más puntos logró (3 por victoria y 1 por empate) fue el campeón. Los dos equipos con menos puntos descendieron al Campeonato Brasileiro Série B del año siguiente.

## Ascensos y descensos
| Pos. | Descendidos en la temporada 2002 |
| ---- | -------------------------------- |
| 23.º | Portuguesa                       |
| 24.º | Palmeiras                        |
| 25.º | Gama                             |
| 26º  | Botafogo                         |

| Pos. | Ascendidos de la Serie B 2002 |
| ---- | ----------------------------- |
| 1º   | Criciúma                      |
| 2º   | Fortaleza                     |

## Clasificaciones
| Pos | Equipo              | Pts | PJ | PG | PE | PP | GF  | GC | Dif |
| --- | ------------------- | --- | -- | -- | -- | -- | --- | -- | --- |
| 1   | Cruzeiro            | 100 | 46 | 31 | 7  | 8  | 102 | 47 | +55 |
| 2   | Santos              | 87  | 46 | 25 | 12 | 9  | 93  | 60 | +33 |
| 3   | São Paulo           | 78  | 46 | 22 | 12 | 12 | 81  | 67 | +14 |
| 4   | São Caetano         | 74  | 46 | 19 | 14 | 13 | 53  | 37 | +16 |
| 5   | Coritiba            | 73  | 46 | 21 | 10 | 15 | 67  | 58 | +9  |
| 6   | Internacional       | 72  | 46 | 20 | 10 | 16 | 59  | 57 | +2  |
| 7   | Atlético Mineiro    | 72  | 46 | 19 | 15 | 12 | 76  | 62 | +14 |
| 8   | Flamengo            | 66  | 46 | 18 | 12 | 16 | 66  | 73 | -7  |
| 9   | Goiás               | 65  | 46 | 18 | 11 | 17 | 78  | 63 | +15 |
| 10  | Paraná              | 65  | 46 | 18 | 11 | 17 | 85  | 75 | -10 |
| 11  | Figueirense         | 65  | 46 | 17 | 14 | 15 | 62  | 54 | +8  |
| 12  | Atlético Paranaense | 61  | 46 | 17 | 10 | 19 | 67  | 72 | -5  |
| 13  | Guarani de Campinas | 61  | 46 | 17 | 10 | 19 | 64  | 72 | -8  |
| 14  | Criciúma            | 60  | 46 | 17 | 9  | 20 | 57  | 69 | -12 |
| 15  | Corinthians         | 59  | 46 | 15 | 12 | 19 | 61  | 63 | -2  |
| 16  | Vitória             | 56  | 46 | 15 | 11 | 20 | 50  | 64 | -14 |
| 17  | Vasco da Gama       | 54  | 46 | 13 | 15 | 18 | 57  | 69 | -12 |
| 18  | Juventude           | 53  | 46 | 12 | 14 | 20 | 55  | 70 | -15 |
| 19  | Fluminense          | 52  | 46 | 13 | 11 | 22 | 52  | 77 | -25 |
| 20  | Grêmio              | 50  | 46 | 13 | 11 | 22 | 54  | 68 | -14 |
| 21  | Ponte Preta         | 50  | 46 | 11 | 18 | 17 | 63  | 73 | -10 |
| 22  | Paysandu            | 49  | 46 | 15 | 12 | 19 | 74  | 77 | -3  |
| 23  | Fortaleza           | 49  | 46 | 12 | 13 | 21 | 58  | 74 | -16 |
| 24  | Bahia               | 46  | 46 | 12 | 10 | 24 | 59  | 92 | -33 |

Pts - puntos; PJ - partidos jugados; PG - ganados; PE - empatados; PP - perdidos; GF - goles a favor; GC - goles en contra; DG - diferencia de goles
|                                    |
| Bandera del estado de Minas Gerais |
| Campeón Cruzeiro EC 2.º título     |

|  |                                                |
|  | Campeón y clasificado a Copa Libertadores 2004 |
|  | clasificados a Copa Libertadores 2004          |
|  | clasificados a Copa Sudamericana 2004          |
|  | Equipos descendidos a la Serie B               |

Nota 1: Grêmio clasificado a la Copa Sudamericana debido a un ranking histórico hecho por la CBF.

## Goleadores
| Pos. | Jugador            | Club                | Goles |
| ---- | ------------------ | ------------------- | ----- |
| 1    | Dimba              | Goiás               | 31    |
| 2    | Renaldo            | Paraná              | 30    |
| 3    | Luís Fabiano       | São Paulo           | 29    |
| 4    | Alex               | Cruzeiro            | 24    |
| 5    | Víctor Aristizábal | Cruzeiro            | 22    |
| 6    | Marcel             | Coritiba            | 20    |
| 7    | Ilan               | Atlético Paranaense | 16    |
| 8    | Deivid             | Cruzeiro            | 15    |
| 8    | Marquinhos         | Paraná              | 15    |
| 8    | Róbson             | Paysandu            | 15    |
| 8    | Wágner             | Guarani             | 15    |

## Serie B
- Tabla primera fase, los ocho primeros clasifican a segunda fase.
| Pos | Equipo           | Pts | PJ | PG | PE | PP | GF | GC | Dif |
| --- | ---------------- | --- | -- | -- | -- | -- | -- | -- | --- |
| 1   | Palmeiras        | 47  | 23 | 13 | 8  | 2  | 54 | 25 | 29  |
| 2   | Botafogo         | 41  | 23 | 11 | 8  | 4  | 45 | 26 | 19  |
| 3   | Remo             | 39  | 23 | 11 | 6  | 6  | 42 | 33 | 9   |
| 4   | Sport Recife     | 37  | 23 | 9  | 10 | 4  | 34 | 22 | 12  |
| 5   | Brasiliense      | 37  | 23 | 9  | 10 | 4  | 33 | 24 | 9   |
| 6   | Marília          | 36  | 23 | 9  | 9  | 5  | 32 | 24 | 8   |
| 7   | Náutico Recife   | 35  | 23 | 11 | 5  | 7  | 41 | 27 | 14  |
| 8   | Santa Cruz       | 35  | 23 | 10 | 5  | 8  | 35 | 38 | -3  |
| 9   | Paulista Jundiaí | 35  | 23 | 9  | 8  | 6  | 37 | 28 | 9   |
| 10  | Londrina         | 31  | 23 | 8  | 7  | 8  | 39 | 42 | -3  |
| 11  | América de Natal | 31  | 23 | 6  | 10 | 7  | 36 | 38 | -2  |
| 12  | Avaí             | 30  | 23 | 8  | 6  | 9  | 23 | 30 | -7  |
| 13  | Portuguesa       | 30  | 23 | 7  | 9  | 7  | 39 | 33 | 6   |
| 14  | Ceará            | 30  | 23 | 7  | 9  | 7  | 36 | 30 | 6   |
| 15  | Joinville        | 30  | 23 | 7  | 6  | 10 | 33 | 41 | -8  |
| 16  | CRB Alagoas      | 27  | 23 | 7  | 6  | 10 | 28 | 37 | -9  |
| 17  | Mogi Mirim       | 26  | 23 | 7  | 5  | 11 | 28 | 43 | -15 |
| 18  | São Raimundo     | 26  | 23 | 6  | 8  | 9  | 27 | 31 | -4  |
| 19  | Vila Nova-GO     | 26  | 23 | 6  | 8  | 9  | 32 | 39 | -7  |
| 20  | Anapolina        | 24  | 23 | 7  | 6  | 10 | 30 | 43 | -13 |
| 21  | SER Caxias       | 24  | 23 | 5  | 9  | 9  | 27 | 39 | -12 |
| 22  | América Mineiro  | 24  | 23 | 4  | 12 | 7  | 35 | 38 | -3  |
| 23  | Gama             | 19  | 23 | 3  | 10 | 10 | 28 | 41 | -13 |
| 24  | União São João   | 16  | 23 | 4  | 4  | 15 | 22 | 44 | -22 |

Pts - puntos; PJ - partidos jugados; PG - ganados; PE - empatados; PP - perdidos; GF - goles a favor; GC - goles en contra; DG - diferencia de goles
|  |                                                        |
|  | Equipos clasificados a segunda fase.                   |
|  | Equipos descendidos al Campeonato Brasileño de Serie C |

### Segunda fase

#### Grupo A
| Pos | Equipo            | Pts | PJ | PG | PE | PP | GF | GC | Dif |
| --- | ----------------- | --- | -- | -- | -- | -- | -- | -- | --- |
| 1   | Palmeiras         | 15  | 6  | 5  | 0  | 1  | 14 | 8  | 6   |
| 2   | Sport Recife      | 8   | 6  | 2  | 2  | 2  | 9  | 8  | 1   |
| 3   | Brasiliense       | 7   | 6  | 2  | 1  | 3  | 7  | 10 | -3  |
| 4   | Santa Cruz Recife | 4   | 6  | 1  | 1  | 4  | 7  | 11 | -4  |

Pts - puntos; PJ - partidos jugados; PG - ganados; PE - empatados; PP - perdidos; GF - goles a favor; GC - goles en contra; DG - diferencia de goles

#### Grupo B
| Pos | Equipo         | Pts | PJ | PG | PE | PP | GF | GC | Dif |
| --- | -------------- | --- | -- | -- | -- | -- | -- | -- | --- |
| 1   | Marília        | 11  | 6  | 3  | 2  | 1  | 12 | 8  | 4   |
| 2   | Botafogo       | 10  | 6  | 3  | 1  | 2  | 16 | 11 | 5   |
| 3   | Náutico Recife | 7   | 6  | 2  | 1  | 3  | 11 | 15 | -4  |
| 4   | Remo           | 5   | 6  | 1  | 2  | 3  | 9  | 14 | -5  |

Pts - puntos; PJ - partidos jugados; PG - ganados; PE - empatados; PP - perdidos; GF - goles a favor; GC - goles en contra; DG - diferencia de goles
|  |                                    |
|  | Equipos clasificados a fase final. |

#### Fase Final
| Pos | Equipo       | Pts | PJ | PG | PE | PP | GF | GC | Dif |
| --- | ------------ | --- | -- | -- | -- | -- | -- | -- | --- |
| 1   | Palmeiras    | 16  | 6  | 5  | 1  | 0  | 12 | 3  | 9   |
| 2   | Botafogo     | 8   | 6  | 2  | 2  | 2  | 9  | 10 | -1  |
| 3   | Sport Recife | 5   | 6  | 1  | 2  | 3  | 6  | 8  | -2  |
| 4   | Marília      | 3   | 6  | 0  | 3  | 3  | 2  | 8  | -6  |

Pts - puntos; PJ - partidos jugados; PG - ganados; PE - empatados; PP - perdidos; GF - goles a favor; GC - goles en contra; DG - diferencia de goles
|  |                               |
|  | Equipos ascendidos a Serie A. |